# Masaya Fujimori
Masaya Fujimori (藤森 雅也, ふじもり まさや) est un réalisateur japonais né en 1964.

## Œuvres
- 2012 : Fairy Tail, le film : La Prêtresse du Phœnix
- 2016 : Shūmatsu no Izetta (série télévisée)